# 特里普利特鎮區 (密蘇里州沙里頓縣)
特里普利特鎮區（英語：Triplett Township）是位於美國密蘇里州沙里頓縣的一個行政鎮區。

## 地方資料
特里普利特鎮區的面積為118.92平方千米，當中陸地面積為116.93平方千米，而水域面積為1.99平方千米。根據2020年美國人口普查的數據，當地共有人口164人，而人口密度為每平方千米1.38人。